# Явожно-Щакова
Явожно-Щакова  (пол. Jaworzno Szczakowa) — сортировочная железнодорожная станция в городе Явожно (расположенная в дзельнице Щакова), в Силезском воеводстве Польши. Имеет 3 платформы и 5 путей.
Станция построена под названием «Щакова» (нем. Schakowa, пол. Szczakowa) в 1847 году, когда эта территория была в составе Королевства Галиции и Лодомерии. Тогда на станции был расположен железнодорожный пограничный переход Щакова—Мысловиц из Австрийской империи в Королевство Пруссия, кроме того, с 1848 года также железнодорожный пограничный переход Щакова—Граница из Австрийской империи в Российскую Империю.